# Cat Tomeny
Cat Tomeny ist eine US-amerikanische Schauspielerin.

## Leben
Ihre erste Filmrolle hatte Tomeny 2008 in dem Spielfilm Abduction of Jesse Bookman. Es folgten weitere Besetzungen in Spielfilmen, in denen sie größere oder kleinere Rollen innehatte. 2009 war sie im Film Final Destination 4 in einer Nebenrolle zu sehen. 2013 spielte sie in Tödliche Beute 2 die Ehefrau des Protagonisten. 2014 war sie in einer Episode der Fernsehserie Cryptid: The Swamp Beast, 2016 in einer Episode der Fernsehserie Ravenswood zu sehen.

## Filmografie
- 2008: Abduction of Jesse Bookman
- 2009: Final Destination 4
- 2010: Enemies Among Us
- 2011: Flesh Wounds (Fernsehfilm)
- 2012: Ghoul (Fernsehfilm)
- 2013: Tödliche Beute 2 (Deadliest Prey)
- 2014: Cryptid: The Swamp Beast (Fernsehserie, Episode 1x01)
- 2015: Re-Kill
- 2015: Relentless Justice
- 2016: Ravenswood (Fernsehserie)